# Alessandro Schöpf
Alessandro Schöpf (ur. 7 lutego 1994 w Umhausen) – austriacki piłkarz występujący na pozycji pomocnika w kanadyjskim klubie Vancouver Whitecaps FC oraz w reprezentacji Austrii. Wychowanek Bayernu Monachium, w trakcie swojej kariery grał także w takich zespołach, jak 1. FC Nürnberg, Schalke 04 oraz Arminia Bielefeld.

## Kariera klubowa
Treningi piłki nożnej rozpoczął w 1999 w SV Längenfeld. W 2007 trafił do AKA Tirol, a w 2009 do Bayernu Monachium. W 2012 został zawodnikiem zespołu rezerw tego klubu, a w listopadzie 2013 podpisał trzyletni profesjonalny kontrakt z pierwszą drużyną. W lipcu 2014 przeszedł do 1. FC Nürnberg. W styczniu 2016 podpisał trzyipółletni kontrakt z FC Schalke 04.

## Kariera reprezentacyjna
W seniorskiej kadrze Austrii zadebiutował 26 marca 2016 w wygranym 2:1 meczu z Albanią. W maju 2016 znalazł się w 23-osobowej kadrze Austrii na Euro 2016. Na mistrzostwach wystąpił w trzech meczach – przegranym 0:2 z Węgrami, zremisowanym 1:1 z Portugalią i w przegranym 1:2 z Islandią, w którym strzelił gola.

## Statystyki kariery
(aktualne na dzień 18 marca 2016)
| Klub                | Sezon              | Liga                  | Liga  | Liga   | Puchar kraju | Puchar kraju | Europa | Europa | Suma  | Suma   |
| Klub                | Sezon              | Liga                  | Mecze | Bramki | Mecze        | Bramki       | Mecze  | Bramki | Mecze | Bramki |
| ------------------- | ------------------ | --------------------- | ----- | ------ | ------------ | ------------ | ------ | ------ | ----- | ------ |
| Bayern Monachium II | 2012/13            | Regionalliga          | 29    | 11     | –            | –            | –      | –      | 29    | 11     |
| Bayern Monachium II | 2013/14            | Regionalliga          | 34    | 11     | –            | –            | –      | –      | 34    | 11     |
| 1. FC Nürnberg      | 2014/15            | 2. Fußball-Bundesliga | 32    | 5      | 1            | 0            | –      | –      | 33    | 5      |
| 1. FC Nürnberg      | 2015/16            | 2. Fußball-Bundesliga | 19    | 6      | 3            | 0            | –      | –      | 22    | 6      |
| FC Schalke 04       | 2015/16            | Bundesliga            | 8     | 2      | 0            | 0            | 2      | 0      | 10    | 2      |
| Ogólnie w karierze  | Ogólnie w karierze | Ogólnie w karierze    | 122   | 35     | 4            | 0            | 2      | 0      | 128   | 35     |